# Бураши (Ярославская область)
Бураши — деревня в Большесельском сельском поселении Большесельского района Ярославской области.

## География
Бураши — самый западный населённый пункт района. Деревня стоит на восточном левом берегу небольшого ручья, который впадает в Юхоть примерно в 700 м южнее, в деревне Медведково. На другом берегу ручья — населённые пункты Мышкинского района.

## Население
По данным статистического сборника «Сельские населенные пункты Ярославской области на 1 января 2007 года», в деревне Бураши не числится постоянных жителей.